# Peng Jianfeng
Peng Jianfeng (6 settembre 1994) è un tuffatore cinese, vincitore di una medaglia d'oro ai campionati mondiali di nuoto 2017 nel trampolino 1 metro maschile.

## Palmarès
- Mondiali

Budapest 2017: oro nel trampolino 1m.
Gwangju 2019: bronzo nel trampolino 1m.
Fukuoka 2023: oro nel trampolino 1m.
- Giochi asiatici

Giacarta 2018: oro nel trampolino 1m.
- Giochi mondiali militari

Wuhan 2019: oro nella gara a squadre;